# Dukkála-Abda
Dukkála-Abda (arabsky دكالة عبدة‎) je oblast v Maroku. V rámci správního členění Maroka byla v letech 1997–2015 jednou z šestnácti oficiálních oblastí Maroka. Měla rozlohu přes 13 tisíc čtverečních kilometrů. K roku 2004 měla bezmála 2 milióny obyvatel a k roku 2014 měla bezmála 2,2 miliónů obyvatel. Hlavní městem bylo Safi.
Druhá část názvu oblasti odkazuje ke stejnojmennému kmenovému svazu.